# Gauss (unidad)

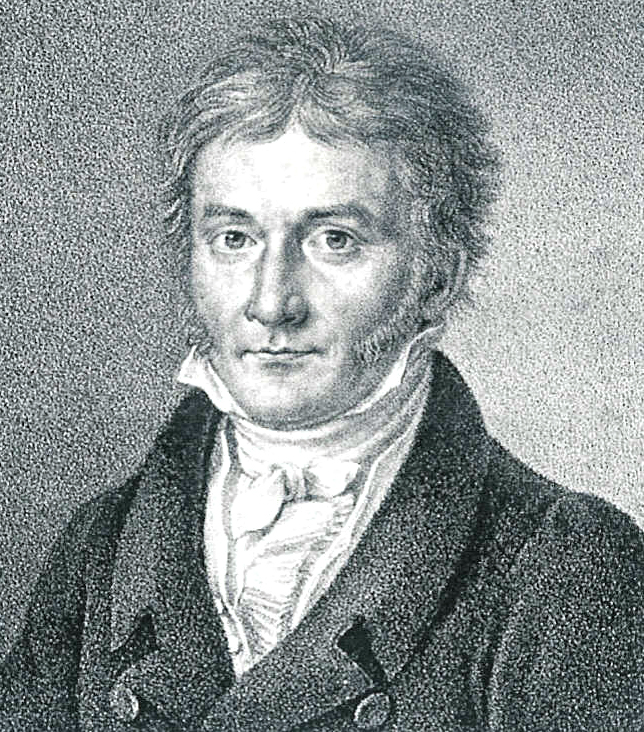
Lithografía de Carl Friedrich Gauss a los 50 años

Un gauss (símbolo: G) es la unidad de densidad de flujo magnético (B) del Sistema Cegesimal de Unidades (CGS), nombrada en honor del matemático y físico alemán Carl Friedrich Gauss. Un gauss se define como un maxwell por centímetro cuadrado.
1 G = 1 Mx / cm²
En unidades básicas cegesimales es cm−1/2 g1/2 s−1.
La unidad del Sistema Internacional de Unidades (SI) para la densidad del campo magnético es el tesla. Un gauss es equivalente a 10−4 teslas.
1 T = 10 kG

## Nombre de la unidad
Esta unidad fue nombrada en honor a Carl Friedrich Gauss. Como todas las unidades derivadas de nombres propios, la primera letra (en este caso, única) del símbolo debe ser mayúscula (G). Pero cuando la unidad se designa por su nombre, en lugar de por su símbolo, se debe escribir con minúsculas (gauss), a menos que esta inicie una oración.

## Conversión de unidades
Según el Sistema Cegesimal de Unidades, el gauss es la unidad con la que se mide la densidad de flujo magnético (B), mientras que el oersted es la unidad con la que se mide la intensidad del campo magnético (H). Un tesla es igual a 104 gauss, y un amperio por metro (A/m) es igual a 4π×10-3 oersted.
Las unidades para medir el flujo magnético (Φ) —el cual es el producto de la densidad de flujo magnético (B) y área (A), i.e., Φ = BA— es la unidad weber (Wb) en el SI y el maxwell (Mx) en el sistema cegesimal. El factor para convertir es de 108, porque el flujo es el producto de la densidad de flujo y el área, y el área es el cuadrado de la unidad de distancia y por lo tanto 104 (factor de conversión de la densidad de flujo) veces el cuadrado de 102 (factor de conversión de distancia lineal, i.e., centímetros por metro).

## Medidas típicas
El campo magnético terrestre es de 0,5 gauss, un pequeño imán 100 gauss, un pequeño imán de neodimio tiene cerca de 2000 gauss.